# WWE SmackDown vs. Raw 2010
WWE SmackDown vs. Raw 2009 és un videojoc basat en la lluita lliure professional de la World Wrestling Entertainment (WWE) que va ser desenvolupat per Yuke's i publicat per THQ. WWE SvR 2010 està disponible en les plataformes de PlayStation 2, PlayStation 3, PlayStation Portable (PSP), Wii, Nintendo DS i Xbox 360. La seva data de llançament va ser el dia 23 d'octubre del 2009, a Austràlia pel dia anterior i Amèrica del Nord pel dia 20 del mateix mes.
Aquest és l'onzè videojoc de la saga WWE SmackDown i el successor de WWE SmackDown vs. Raw 2009.

## Roster
El joc té més de 60 superestrelles entre lluitadors, dives i llegendes. Aquesta és la seva plantilla.
Raw: Batista, Big Show, Carlito, Chavo Guerrero, Cody Rhodes, Evan Bourne, Festus, Jack Swagger, John Cena, Kofi Kingston, Mark Henry, MVP, Primo, Randy Orton, Santino Marella, Shawn Michaels, Ted DiBiase, Jr., The Brian Kendrick, The Miz, Triple H, Beth Phoenix, Gail Kim, Kelly Kelly, Mickie James i Maryse.
SmackDown!: CM Punk, Chris Jericho, Edge, Dolph Ziggler, Finlay, John Morrison, Jesse, Kane, JTG, Mike Knox, Matt Hardy, Rey Mysterio, R-Truth, The Great Khali, Shad, Eve, Undertaker, Melina Pérez, Maria, Natalya i Michelle McCool.
ECW: Christian, Ezekiel Jackson, Goldust, Shelton Benjamin, Tommy Dreamer, Vladimir Kozlov, William Regal, Brie Bella i Nikki Bella.
Altres: JBL, Mr. Kennedy, Umaga i Jeff Hardy.
Llegendes: Stone Cold i The Rock.

## Escenari
Els escenaris on es pot disputar combats són els següents:
| - SmackDown - RAW - ECW - Superstars¹ - Summerslam 2008 - Unforgiven 2008 - No Mercy 2008 - Armageddon 2008 - Royal Rumble 2009 | - No Way Out 2009 - WrestleMania XXV - Backlash 2009 - Judgment Day 2009 - Night of Champions 2008 - The Bash 2009 - Saturday Night's Main Event¹ - Extreme Rules 2009 | - Cyber Sunday 2008 - Survivor Series 2008 |

¹ S'hauran de desbloquejar abans.